# Кудрявцев, Иван Фёдорович
Иван Фёдорович Кудрявцев (12 сентября 1932, село Валамаз, Удмуртская АССР — 8 октября 1984) — советский артист цирка, дрессировщик, народный артист РСФСР (1980).

## Биография
Иван Фёдорович Кудрявцев родился 12 (или 13) сентября 1932 года в селе Валамаз Селтинского района (Удмуртская АССР). После окончания школы работал в колхозе и леспромхозе.
В 19 лет переехал в Ижевск. Работал служителем на передвижной зоовыставке. В 1951—1956 годах служил ассистентом у артистов цирка, был учеником Тимофея  Сидоркина. Будучи с цирком в Иркутске купил у охотников медвежонка и назвал его Гошей, сам начал его дрессировать. В 1956 году в одном из сельских клубов Молдавии состоялся самостоятельный дебют с медведем Гошей, а 13 декабря 1956 года они с Гошей впервые вышли на арену Кишинёвского цирка. Работал в московской группе «Цирк на сцене», в передвижном цирке. В 1957 году был участником первой цирковой кавалькады по маршруту Москва — Донбасс — Кубань.
С 1958 года выступал в системе Союзгосцирк. В течение трех десятилетий, до самой смерти Гоша оставался одной из ярчайших звезд советского цирка. В номере медведь Гоша делал всё сам, как бы по собственной инициативе. Медведь Гоша снялся в нескольких документальных и художественных фильмах: «Медведь», «Косолапый друг», «Король манежа». Медведь Гоша стал эмблемой Ижевского цирка. 
Позднее у дрессировщика были и другие медведи.
Умер 8 октября 1984 года.

## Награды и премии
- Медаль «За трудовое отличие» (27.10.1967)[1].
- Заслуженный артист РСФСР (1969).
- Народный артист РСФСР (14.02.1980).
- Народный артист Удмуртской АССР.